# Declamatoriumprijsvraag
De Declamatoriumprijsvraag was een eenmalige prijsvraag, waarin een tekst werd gevraagd voor een episch, dramatisch of lyrisch declamatorium voor soli, spreekkoren, eventueel zangkoor en orkest dat een Nederlands onderwerp van die tijd behandelde.
De prijsvraag werd in 1936 uitgeschreven door de AVRO ter gelegenheid van de opening van de AVRO-studio te Hilversum. 

## Winnaar
- 1936 - Jan Engelman voor De dijk